# Întuneric în plină zi
Întuneric în plină zi  (titlul original: în maghiară Nappali sötétség) este un film dramatic maghiar, realizat în 1963 de regizorul Zoltán Fábri, după romanul Păsările au tăcut / A madarak elhallgattak  (1962) al scriitoarei Boris Palotai, protagoniști fiind actorii Lajos Básti, Erika Szegedi, Ilona Béres, Gyula Benkö.

## Conținut
Scriitorul Gábor Náday o cunoaște pe Ágnes în august 1944 și în curând se naște o iubire între ei. Când Náday află că iubita lui este o fată evreică urmarită, vrea să o ajute. Cu documentele fiicei sale Pötyi, se stabilesc ca tată și fiică  în Tihany, un sat mic de pe Lacul Balaton. Câteva zile mai târziu, Agnes, luată drept Mariann Náday (Pötyi), este arestată pentru răspândirea unui articol de presă ilegal. Scriitorul depune mărturie la poliție, spunând adevărul, dar la confruntare, Agnes insistă că este fiica lui Náday...

## Distribuție
- Lajos Básti – Náday Gábor
- Erika Szegedi – Ágnes
- Ilona Béres – Pötyi, fiica lui Gábor
- Gyula Benkö – Hanisch
- Endre Csonka – Boltos
- Kornél Gelley – un funcționar de la poliție
- Béla Kollár – soldatul neamț
- Ferenc Ladányi – Janics Ferenc
- Margit Makay – mama lui Náday
- Gellért Raksányi – un funcționar de la poliție
- György Szoó – detectívul
- Attila Tyll – Gáspár
- Viktória Ujváry – Annus
- Zoltán Várkonyi – Róbert

## Premii
- 1964 Premiat la Festivalul de Film de la Locarno